# Las Higueras (Iruya)
Las Higueras ist ein Dorf im Nordwesten Argentiniens. Es gehört zum Departamento Iruya in der Provinz Salta und liegt auf 1910 m Höhe in der engen Talschlucht des Flusses Iruya, an der Einmündung der Flüsse Nazareno (auch Poscaya oder Río San Pedro genannt) und Río Higueras. 4 km nördlich befindet sich die Ortschaft Zapallar, 4 km nordöstlich die Ortschaft Arpero und 4 km östlich die Ortschaft Alfarcito.
Las Higueras hat eine Schule (escuela N°4170), eine Krankenstation und eine Kapelle und kann vom 20 km entfernten Dorf Iruya zu Fuß oder per Muli erreicht werden, entweder durch das Flussbett des Flusses Iruya oder über einen Bergpfad. Während der Trockenzeit in den Monaten von Mai bis Oktober ist durch das Flussbett auch die Anfahrt mit geländegängigen Fahrzeugen möglich. Der Fußmarsch durch das Flussbett dauert etwa vier Stunden, über den Bergpfad etwa sechs Stunden.

## Veranstaltungen
Am 31. August findet das Fest zu Ehren des Schutzheiligen San Ramón statt.